# FC 민스크
FC 민스크(벨라루스어: ФК Мінск)는 민스크를 연고로 하는 벨라루스의 축구 클럽이다. 현재는 벨라루스 프리미어리그에 참가하고 있다.

## 성적
- 벨라루스 프리미어리그 3위 1회 (2010)
- 벨라루스컵 우승 1회 (2013), 준우승 1회 (2012)

## 선수 명단

### 현역
참고: FIFA 자격 규정에 따라 소속된 국가대표팀 국기를 표시합니다. 선수는 복수의 FIFA 비회원국 국적을 가지고 있을 수 있습니다.
| 번호 | 포지션 | 국적     | 이름        |
| ---- | ------ | -------- | ----------- |
| 10   | MF     | 벨라루스 | 세멘 펜추크 |

| 번호 | 포지션 | 국적                | 이름                |
| ---- | ------ | ------------------- | ------------------- |
| 71   | MF     | 중앙아프리카 공화국 | 무스타파 지메트     |
| 77   | MF     | 벨라루스            | 예브게니 말라셰비치 |

## 역대 감독
| 감독            | 임기   |
| --------------- | ------ |
| 안드레이 피쉬닉 | 2014 ~ |